# Banjarmasin
Banjarmasin este un oraș din Indonezia.